# Ozarchaea valida
Ozarchaea valida är en spindelart som beskrevs av Rix 2006. Ozarchaea valida ingår i släktet Ozarchaea och familjen Pararchaeidae.
Artens utbredningsområde är New South Wales. Inga underarter finns listade i Catalogue of Life.